# Pfarrkirche Litschau

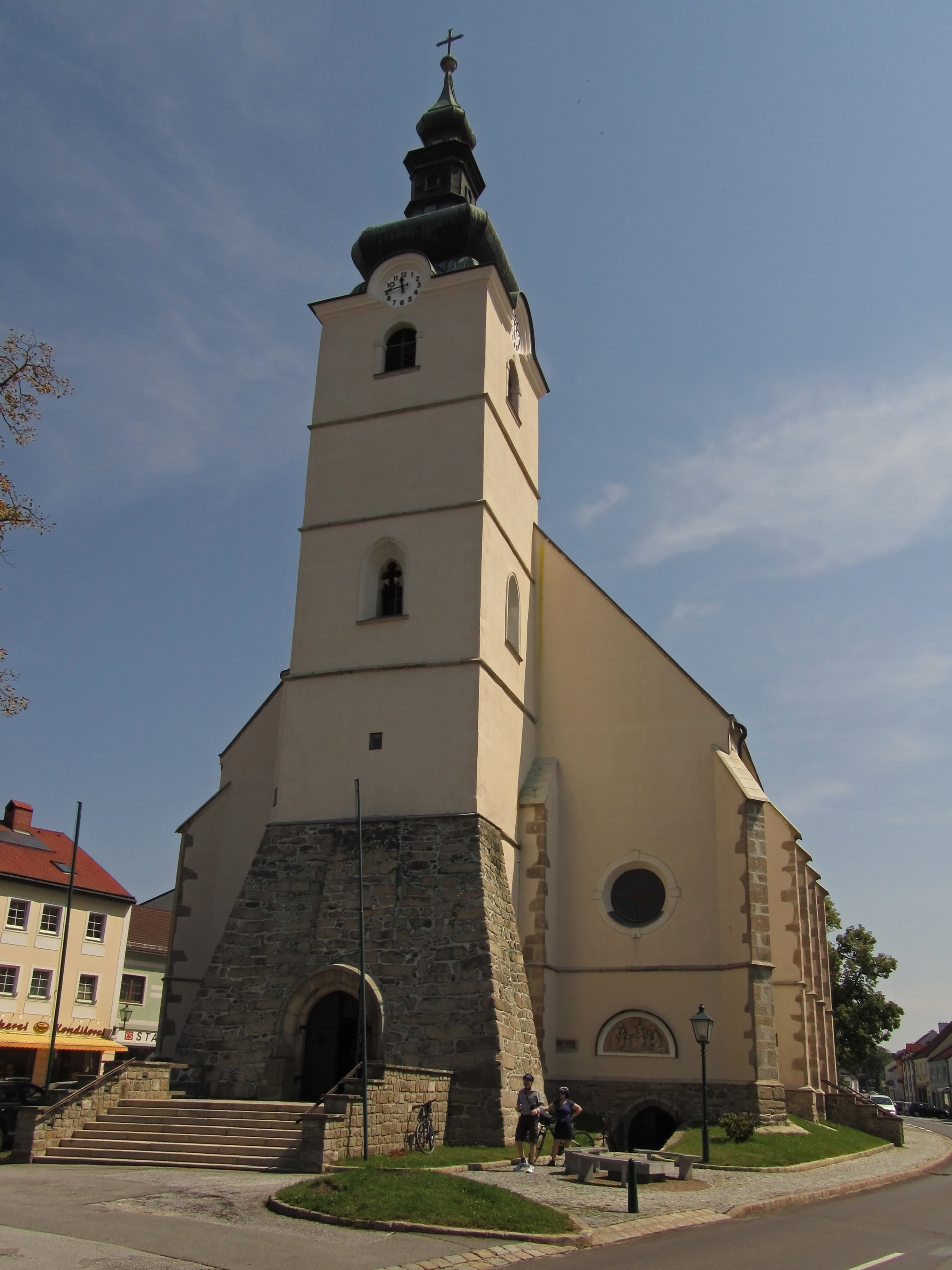
Pfarrkirche hl. Michael in Litschau

Die römisch-katholische Pfarrkirche Litschau steht in der Mitte des Stadtplatzes von Litschau in Niederösterreich. Die Pfarrkirche hl. Michael gehört zum Dekanat Gmünd in der Diözese St. Pölten. Die Kirche steht unter Denkmalschutz.

## Geschichte
Die nachweislich ab dem 13. Jahrhundert bestehende Pfarre stand seit dem Mittelalter unter der Patronanz der Landesfürsten. Die Pfarre Litschau wurde im Verlauf des 16. Jahrhunderts protestantisch, wobei dieser Prozess von den jeweiligen Inhabern der Herrschaft gefördert wurde. Infolgedessen wurden die kirchlichen Stiftungen eingezogen, welche – ab dem 13. Jahrhundert – in Litschau zahlreich erhalten waren. Dieser Prozess war in Litschau bereits 1544 weit fortgeschritten, da in jenem Jahr bereits keine finanzielle Grundlage zur Erhaltung der Benefiziaten mehr vorhanden war. Die am besten dokumentierte evangelische Pfarrergestalt in Litschau ist Johann Gschweller, der vom protestantischen Herrschaftsinhaber Wenzel Morakschi im Jahr 1570 in Litschau eingesetzt und 1580 von der Visitation des Lucas Bacmeister in Horn zu seiner seelsorglichen Tätigkeit befragt wurde.
Die Maßnahmen der Gegenreformation setzten in der Herrschaft Litschau im Jahr 1617 ein. 1621 wurde die Litschauer Kirche auf Geheiß des Landesfürsten für den protestantischen Gottesdienst versperrt und blieb vier Jahre geschlossen. Eine kontinuierliche katholische Seelsorge setzte erst Ende der 1620er Jahre ein. 1637 ernannte Kaiser Ferdinand III. den Eisgarner Propst Heinrich Fastroyer zum Litschauer Pfarrer. 1644 erfolgte dann die förmliche Inkorporation der Pfarre in die Propstei Eisgarn, welche bis zum Jahr 1751 andauern sollte. Der Höhepunkt der Gegenreformation in der Herrschaft Litschau war um die Mitte des 17. Jahrhunderts erreicht. Das Tauf-, Trauungs- und Sterbeprotokollbuch der Pfarre etwa bringt auf dem Vorsatzblatt eine Zusammenstellung der Konvertiten der Jahre 1651 bis 1653. Nach der Einverleibung der Pfarre entsandten die Eisgarner Pröpste Vikare nach Litschau, welche allerdings die große Pfarre nur unzureichend mit Seelsorge versahen, was seitens der Untertanen zu Unzufriedenheit und Beschwerden führte. Dies führte dazu, dass ein Teil der Bevölkerung wieder mit dem Praktizieren evangelischer Frömmigkeit begann und schlussendlich in protestantischen Territorien in Franken und Schwaben auswanderte. Erst gegen Ende des 17. Jahrhunderts verbesserte sich die seelsorgliche Lage. Ab den 1680er-Jahren wurde die Kirche verstärkt renoviert. 1691 war die barocke Neuausstattung mit einem Hochaltar und vier Seitenaltären vollendet, so dass die feierliche Weihe durchgeführt werden konnte.

## Die Arme-Seelen-Bruderschaft an der Litschauer Pfarrkirche (1706–1783)
Ein wichtigstes, wenn auch zeitlich etwas verspätetes Instrument der Gegenreformation in der Pfarre Litschau war die Arme-Seelen-Bruderschaft, die im Jahr 1706 von Gräfin Anna Franziska von Kuefstein gestiftet wurde und ihren Sitz an der Litschauer Kirche hatte. Im Jahr 1709 erweiterte Anna Franziska ihre Bruderschafts-Stiftung mit der Widmung von 400 Gulden für jährlich vier Quatembermessen und zwei Requien. Als sie 1722 starb, stiftete ihr Sohn Johann Anton von Kuefstein weitere 200 Gulden für ein jährliches Requiem für die Mutter. Auch wurde verfügt, dass sich die Bruderschaftsmitglieder zu besagter Gedenkmesse mit Röcken, Stäben, Kreuz und Fahne einzufinden hätten. Eine weitere Etappe in der Entwicklung der Bruderschaft wurde durch die Errichtung einer eigenen Kapelle im Südschiff der Litschauer Kirche – um das Jahr 1744 – durch Gräfin Maria Antonia von Kuefstein beschritten. Maria Antonia stiftete auch einen Steinaltar für die Kapelle und erweiterte die Stiftung im Jahr 1747 um weitere 1000 Gulden, mit der Auflage der Lesung einer wöchentlichen Messe (jeweils mittwochs) ebendort. 1752 verzeichnete das Bruderschaftsbuch bereits um die 7000 Mitglieder. 1771 betrug das Kapital der Bruderschaftskassa stolze 1700 Gulden und 61 gestiftete Messen. Ob dieser finanziellen Möglichkeiten war es der Bruderschaft möglich, Kredite zu gewähren. Die Mitgliedschaft in der Bruderschaft bot auch dem einfachsten Untertan der Herrschaft die Möglichkeit und die Gewissheit, das eigene Begräbnis mit entsprechendem Gepränge im Stil der Zeit ausrichten zu können. Schließlich war es im Litschauer Fall ein entsprechendes Dekret Josephs II., welches 1783 das Ende der Armen-Seelen-Bruderschaft besiegelte. Das ansehnliche Stiftungsvermögen von 3500 Gulden wurde der Staatskasse zugeführt, die Kapelle unter der Kirche geschlossen und ihr Eingang zugemauert. Der Steinaltar wurde ausgebaut und in eine Kapelle vor dem oberen Stadttor transferiert, wo er sich heute (Ecke Hörmannser Straße, gegenüber der Neuen Mittelschule) noch erhalten hat. Die Kapelle selbst sollte erst in Jahren 1988/89 wieder geöffnet werden. Nach erfolgter Renovierung wurde die ehemalige Kapelle der Totenbruderschaft 1989 als Credokapelle wieder eingeweiht und nach gut 200-jähriger Pause wieder als Andachtsraum in Verwendung genommen.

## Ortsgeistliche (Vikare) im 17. und 18. Jahrhundert
Seit 1637/44 war die Pfarre Litschau der Propstei Eisgarn einverleibt; der dortige Propst entsandte Vikare nach Litschau. Dabei war das Aufgabengebiet eines Litschauer Vikars recht umfangreich. Der Vertrag zwischen dem Propst Wilhelm Graf von Leslie zu Eisgarn und dem Vikar Norbert Glinz – einem Prämonstratenser-Ordenspriester aus dem Kloster Pernegg – aus dem Jahr 1701 gewährt einen detaillierten Einblick in die Aufgabengebiete. Das Zuständigkeitsgebiet des Seelsorgers umfasste die Stadt Litschau sowie zwölf zur Pfarre gehörende Dörfer. Neben den allgemeinen seelsorglichen Pflichten wie Sakramentenspendung, der moralischen Überwachung der Pfarrkinder sowie der Abhaltung von Begräbnissen wurde Glinz auferlegt, an jedem Sonn- und Feiertag eine heilige Messe zu feiern. Von Georgi bis Michaeli (im Sommerhalbjahr) hatte dieser Gottesdienst um acht Uhr, von Michaeli bis Georgi (im Winterhalbjahr) um neun Uhr stattzufinden. An allen Abenden, die einem Sonn- und Feiertag vorausgingen, sowie am Abend des Sonn- und Feiertages, war eine Andacht mit Litanei abzuhalten. Auch waren an diesen Tagen eine Predigt sowie eine Kinderlehre abzuhalten. Wöchentlich waren drei ewige Messen für die Familie der Grafen von Puchheim (die im Spätmittelalter als großzügige Stifter an der Litschauer Kirche auftraten und deren Stiftung die einzige war, welche die Reformationszeit überdauert hatte) zu lesen. Der Vikar hatte auch die Verpflichtung, den Schulmeister zum Kirchendienst anzuhalten.
Im Gegenzug zur geleisteten Seelsorge standen dem Vikar umfangreiche Einkünfte zu. Dies waren zunächst die Geldbeträge aus den Stolgebühren (welche er allerdings nicht eigenmächtig erhöhen durfte), ihm gereichte Spenden und Zulagen sowie die Einkünfte aus verhängten Kirchenstrafen über Ehebrecher und außereheliche Kinder. Als Trank wurden ihm monatlich ein Eimer Wein sowie ein Eimer Bier aus dem Keller der Eisgarner Propstei geliefert. Die zugeteilte Lebensmittellieferung umfasste Korn, Hafer, Kraut und Erbsen. Auch hatte der Vikar Anspruch auf die oster- bzw. fasteneier der Pfarruntertanen. Für die Bekleidung wurden ihm Garn und Leinwand zur Verfügung gestellt; Holz sollte je nach Bedarf zugestellt werden. Weitere finanzielle Einkünfte brachte dem Vikar der Verkauf der landwirtschaftlichen Produkte der Pfarräcker, zweier Teiche, der Torwiesen und des Pfarrgartens. Da der Litschauer Vikar die Seelsorge der großen Pfarre mit der Zeit nicht mehr alleine bewältigen konnte, erfolgte hierbei die im Laufe der zweiten Hälfte des 18. Jahrhunderts zunehmende Unterstützung durch Ordenspriester, nämlich der Paulaner aus Neubistritz (Nová Bystřice) und der Franziskaner aus Neuhaus (Jindřichův Hradec). In Reingers und Hirschenschlag sollten die Gläubigen schließlich von den Paulanern betreut werden. Darüber hinaus half in der Zeit des Pfarrers Johann Karl Kreitner (von 1751 bis 1777 war Litschau eine selbstständige Pfarre und von Eisgarn losgelöst) auch ein Kaplan in der 16 Ortschaften umfassenden Pfarre mit. Eine tägliche Messe – also Werktagsmesse – ist in Litschau erst für 1765 bezeugt, allerdings mit dem Zusatz, dass diese nur stattfinde, wenn der Gesundheitszustand des Geistlichen dies erlaube.
Ortsgeistliche (Vikare):
- 1651–1653: Christophorus Augustin Erz, Augustiner-Chorherr aus dem Dorotheerkloster in Wien, ursprünglich aus dem Stift Dießen am Ammersee in Oberbayern stammend. Erz war in den 1630er-Jahren aus Bayern geflohen und nach Wien gekommen, nachdem das Kloster Dießen von schwedischen Truppen geplündert wurde. Er war sowohl Vikar von Litschau als auch von Eisgarn.[5] In Litschau trat er als Gegenreformator auf und war an den teilweise gewaltsam durchgeführten Zwangsbekehrungen von evangelischen Einwohnern beteiligt.[6] Den im September 1652 verstorbenen Paul Schwalb, welcher gerade den Konvertiten-Unterricht besuchte, ließ Erz auf dem Friedhof der ungetauften Kinder beisetzen.[7]
- 1654–1657: Alypius Heliodorus Caesar.[8] Dieser wurde am 22. Februar 1657 in Litschau begraben, nachdem er wenige Tage zuvor im Alter von 45 Jahren verstorben war.[9]
- 1657: M. Leopold Johannes Reipökh und Archangelus Ernest Brattes. Letzterer war Augustiner-Chorherr aus dem Dorotheerkloster in Wien.[10]
- 1659: Adam Patritius Geltermayr, Augustiner-Chorherr aus dem Stift Waldhausen im Strudengau in Oberösterreich.[11]
- Ab 1660: Johannes Sebald Kierzendorfer, Augustiner-Chorherr.[12] Offenbar war er es, der den im August 1662 verstorbenen Georg Hable aus Schlag außerhalb der Stadt beerdigen ließ, um diesen für das Fernbleiben von der Oster-Kommunion zu strafen.[13]
- 1667: Johannes Losser.[14]
- 1672: Wilhelm Creizperger, Prämonstratenser aus dem Kloster Pernegg.[15]
- 1688/89: Gregor Theobald Koch, Augustiner-Chorherr aus dem Dorotheerkloster in Wien.[16]
- 1689–1703: Norbert Glinz, Prämonstratenser aus dem Kloster Pernegg.[17]
- 1704 und 1707: Gregor Egger.[18]
- 1708: Martin Sailler, Karl Maria Reiter und Nikolaus Jörger.[19]
- 1712/13–1719: Peter Spornrath.[20]
- 1720–1730: Markus Joseph Ringsmuth. Dieser war am 12. September 1730 42-jährig gestorben und wurde in Litschau begraben. Sein Epitaph hat sich bis heute in der Litschauer Kirche erhalten und findet sich zwischen Triumphbogen und rechtem Seitenschiff in der Wand eingelassen.[21]
- 1730–1742: Franz Anton Joseph Dimbter, am 31. März 1742 43-jährig gestorben.[22]
- 1742–1751: Leopold Anton Stindl.[23]

## Architektur

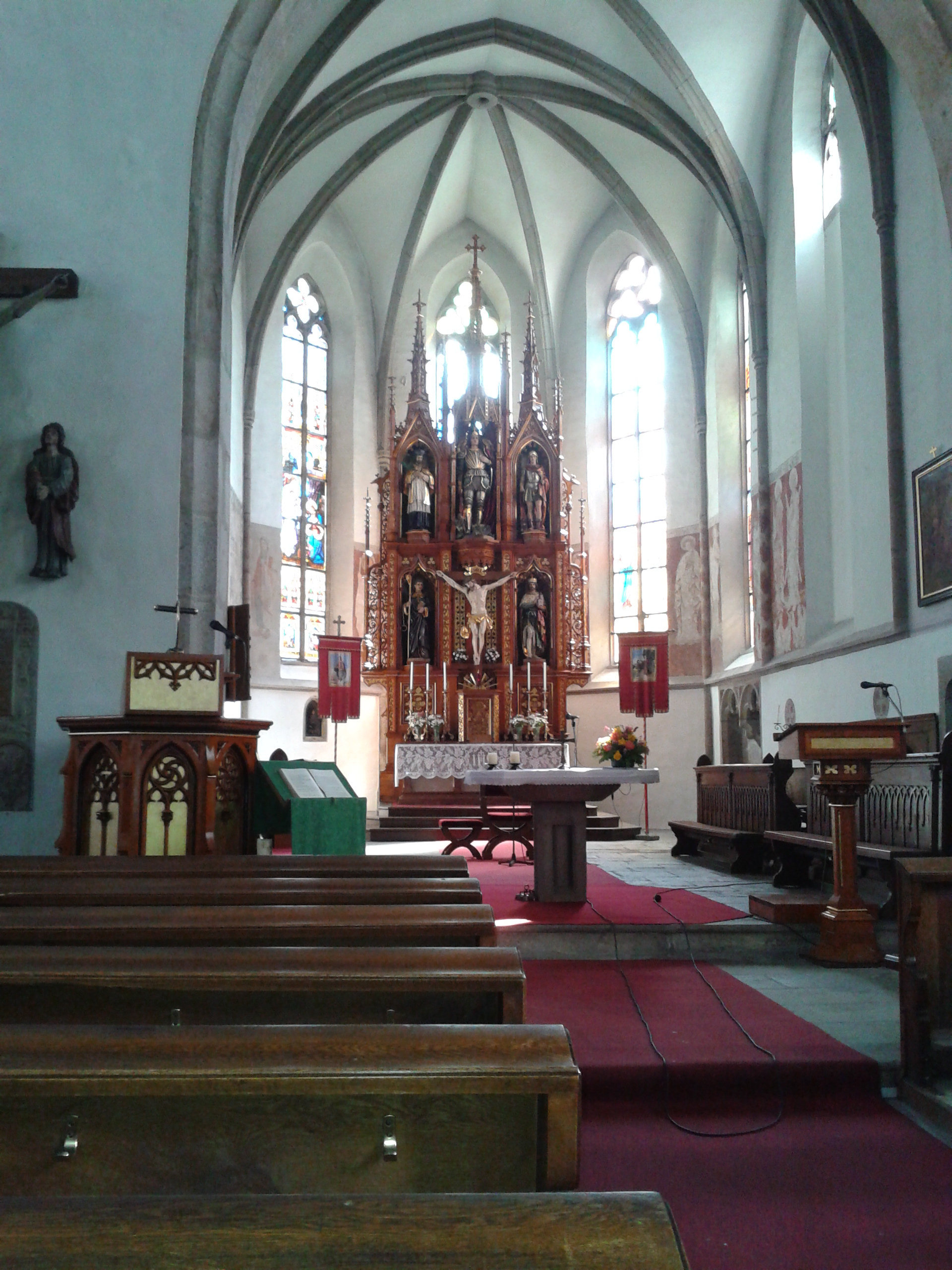
Pfarrkirche Litschau, Blick zum neugotischen Hochaltar

Die Pfarrkirche Litschau inmitten des Stadtplatzes ist in ihren meisten Anteilen eine spätgotische dreischiffige Hallenkirche mit Kreuzrippengewölbe und einem Turm im Westen, welcher mit einem Zwiebelhelm bekrönt ist. Der quadratische Turm aus dem 14. Jahrhundert wurde im 16. und 17. Jahrhundert umgebaut, erhöht und barock abgeschlossen. Das Sockelgeschoß wurde im Jahr 1881 durch eine Bruchsteinböschung ummantelt, nachdem der Kirchenplatz eingeebnet und dadurch die Statik des Turmes gefährdet worden war (um 1950 erneuert). Der Turm weist sowohl mittelalterliche Maßwerkfenster als auch barocke rundbogige Schallfenster auf. Im Erdgeschoß des Turmes findet sich ein Kreuzrippengewölbe über vier Evangelistensymbolen auf Konsolen aus der zweiten Hälfte des 14. Jahrhunderts; der runde Schlussstein trägt ein Christuskopf-Relief. Der Zugang zum Kirchenschiff erfolgt über ein profiliertes Spitzbogenportal. Das fünfjochige, kreuzrippengewölbte Langhaus, eine weite, dreischiffige Staffelhalle aus dem 15. Jahrhundert, steht auf einem geländeausgleichenden Sockel, hat achtseitige Strebepfeiler, ein umlaufendes Kaffgesims sowie zwei- und dreibahnige Maßwerkfenster. Im dritten Joch findet sich nordseitig ein profiliertes Kragsturzportal, südseitig ein profiliertes Spitzbogenportal. Der Chor, höher als das Mittelschiff, entstand vor 1380, ist zweijochig und mit einem 5-Achtel-Schluss und zweibahnigen Maßwerkfenstern versehen. Im Westen finden sich Gewände von frühgotischen Spitzbogenfenstern mit Dreipassfüllung vom Vorgängerbau. Die Sakramentsnische und die Sitznische (mit zwei Dreipassbögen) stammen wahrscheinlich aus der ersten Hälfte des 15. Jahrhunderts. Die östlichen Seitenschiffjoche sind als 4-Sechstel-Schlüsse ausgebildet. Im südlichen Seitenschiff wurde eine romanische Kopfkonsole eingemauert. Die Orgelempore ist von Kreuzrippen unterwölbt.

## Ausstattung
In der Pfarrkirche finden sich mehrere mittelalterliche Fresken, die anlässlich der großen Restaurierung 1950/51 freigelegt und teilweise erneuert wurden. So finden sich im Chor eine Anbetung der Könige vor einem perspektivischen Architekturgehäuse (um 1380), neun Apostel über Prophetenbüsten (um 1400) sowie Fragmente von vorhanghaltenden Engeln in der Sessionsnische (1. Hälfte 15. Jahrhundert). Rechts des Triumphbogens gibt es eine Kreuzigungsszene vom Ende des 15. Jahrhunderts. An der Brüstung der Orgelempore finden sich ein Hl. Hieronymus und eine Anna Selbdritt (um 1500) sowie in der Turmvorhalle eine (stark erneuerte) Kreuzigung (um 1400).
Die figuralen neugotischen Glasmalereie, im Chor Mariä Verkündigung 1899 sowie Christus und die Heiligen Maria, Franziskus und Elisabeth von Thüringen 1898 schufen die Gebrüder Schiller/Wien; im Langhaus Christus und Heilige sowie Belehnung Herzog Wilhelm I. und Albrecht IV. von Österreich durch König Wenzel 1398 zu Litschau, Lasset die Kinder zu mir kommen, Heilige Familie, Vermählung von Maria und Josef, Tod Mariä schufen Ostermann und Hartwein 1911/1912.
Die neugotischen Altäre und die Kanzel sind Werke von Hans Greil aus Ebensee und stammen aus den Jahren 1898 bis 1901, wobei Greil einige damals vorhandene historische Objekte aus älteren Altären übernahm, etwa beim Hochaltar (datiert mit 1900) ein großes barockes Kruzifix aus dem 18. Jahrhundert und beim Marienaltar (datiert mit 1901) eine große gotische Schnitzfigur einer Maria mit Kind aus dem 15. Jahrhundert. Weitere ältere Statuen sind eine Hl. Anna mit Maria (um 1500) und ein Johannes Nepomuk (2. Hälfte 18. Jahrhundert). Im Kirchenraum finden sich zudem mehrere historische Grabsteine: Ein romanischer mit drei Kreuzen an der Ostwand, zwei spätgotische Wappengrabsteine, ein Renaissance-Inschriftengrabstein für Hans Christoph Morakschi von Noskau (1586), ein barocker Wappengrabstein von 1691 und ein Inschriften-Grabstein mit Totenkopf für den Vikar Markus Joseph Ringsmuth (1730). Im Turm gibt es darüber hinaus zwei historische Glocken, und zwar die Michaelsglocke von 1474 (gegossen von Hans Pudmer) und die Sebastiansglocke von 1717 (gegossen von Josef Haag).
Die Orgel aus 1936 mit 18 Registern stammt von Gebrüder Mauracher.

## Wissenswertes
Die Pfarrkirche war bis in die 1770er-Jahre hinein von einem Friedhof umgeben. Heute verschwunden, erinnert nur noch die ehemalige Totenleuchte bzw. Lichtsäule an die einstige Begräbnisstätte. Die Säule steht angelehnt an die Außenmauer der Kirche und ist mit der Jahreszahl 1514 sowie den Initialen P. K. bezeichnet.